# 尤尼斯 (路易斯安那州)
尤尼斯（英語：Eunice），是美国路易斯安那州下属的一座城市。根据2010年美国人口普查，该市有人口10,398人。建置上，属于“city”。